# Hemishofen
Hemishofen é uma comuna da Suíça, no Cantão Schaffhausen, com cerca de 393 habitantes. Estende-se por uma área de 7,89 km², de densidade populacional de 50 hab/km². Confina com as seguintes comunas: Öhningen (DE - BW), Ramsen, Rielasingen-Worblingen (DE-BW), Singen (DE-BW), Stein am Rhein, Wagenhausen (TG).
A língua oficial nesta comuna é o Alemão.